# دوري كوراساو لكرة القدم 2010–11
دوري كوراساو لكرة القدم 2010–11 هو موسم من دوري كوراساو لكرة القدم. كان عدد الأندية المشاركة فيه 10، وفاز فيه SV Hubentut Fortuna ‏.